# Centrale nucleare di Doel

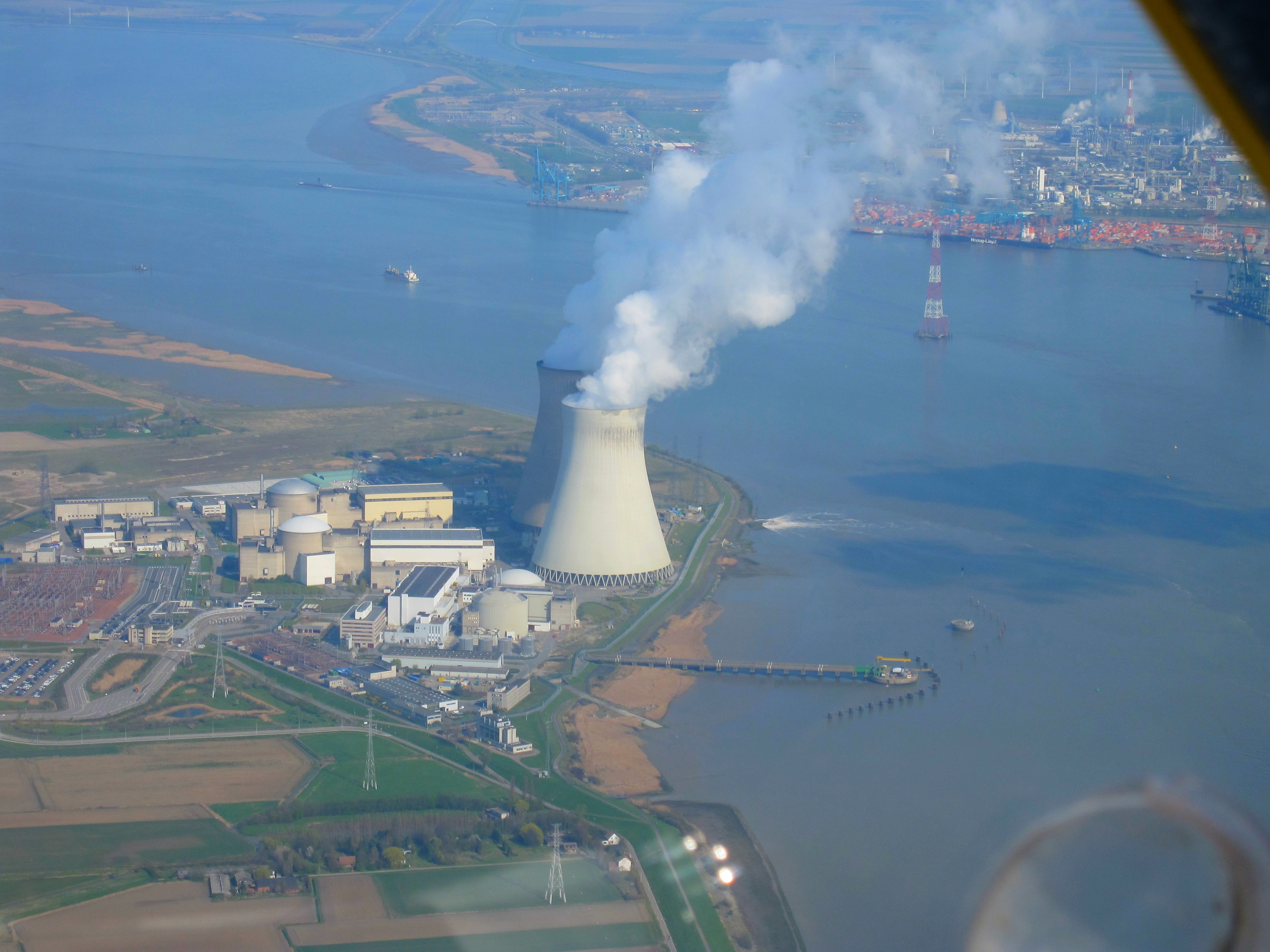
Doel centrale nucleare

La centrale nucleare di Doel è una centrale nucleare belga situata presso la città di Doel, nell'attuale comune di Beveren, nella provincia delle Fiandre Orientali, in Belgio. L'impianto è composto da 4 reattori PWR da 2.910 MW di potenza netta complessiva. Il 18 giugno 2015 il Parlamento belga ha votato una legge per prorogare il funzionamento dei reattori 1 e 2 di 10 anni, estendone la vita utile rispettivamente fino al 2024 e al 2025.